# Auditori Nacional d'Andorra
L'Auditori Nacional d'Andorra és un edifici situat a Ordino, construït l'any 1930 per l'arquitecte català Antoni Darder i Marsà. Fou encarregat pel doctor Pau Xavier d'Areny-Plandolit (1876-1936) per ubicar-hi el Museu Areny de Ciències Naturals d'Ordino tot i que inicialment havia estat concebut com a hotel a la part superior i museu de zoologia a les parts baixes. A partir de l'any 1948, l'edifici va quedar en desús i començà a utilitzar-se com a assecador de tabac i magatzem de gra del Consell General.
L'any 1972 els hereus de la família venen les seves propietats al Consell General d'Andorra per 13.000.000 de pessetes. Després d'un període d'obres l'any 1984 s'inaugurà la Casa Museu d'Areny-Plandolit i el 1991 l'Auditori Nacional d'Andorra.
Les obres de construcció del nou Auditori foren a càrrec de l'arquitecte espanyol José María García de Paredes Barreda, popularment conegut per les obres dutes a terme a diferents auditoris musicals d'Espanya. S'iniciaren el 3 de març del 1986. En morir Garcia Paredes poc abans de la finalització de les obres es feu càrrec el seu germà, sota la direcció de l'arquitecte andorrà Albert Pujal i Trullà.
L'edifici s'inaugurà oficialment el setembre del 1991 en motiu de la celebració del IX Festival Internacional de Música d'Ordino.

## Instal·lacions
L'edifici va conservar les parets exteriors originals, amb la mateixa superfície construïda de 41 x 12 metres. Està format per cinc plantes. El subsol es divideix en dos nivells, on es troben els magatzems, camerins, lavabos i una zona per dur-hi a terme petits espectacles de diferent format. A la planta baixa s'accedeix al vestíbul i a la platea, amb una capacitat per a 270 persones i un escenari amb una superfície de 97,2 m². Les plantes segona i tercera acullen dues galeries, amb una capacitat cadascuna per a 90 persones.

## Cicles de concerts
Cada any el Govern d'Andorra hi celebra una temporada de concerts. També se celebren entre altres el festival Ordino Clàssic, el Festival de Primavera, el Concert de Cap d'Any i el Festival de Música Narciso Yepes d'Ordino. A més a més és la seu oficial de l'Orquestra Nacional de Cambra d'Andorra (ONCA) i de la Jove Orquestra Nacional de Cambra d'Andorra (JONCA).